# Recebedores da Cruz de Cavaleiro da Cruz de Ferro da Kriegsmarine
A Cruz de Cavaleiro da Cruz de Ferro (em alemão: Ritterkreuz des Eisernen Kreuzes) e as suas variantes foram uma condecoração militar alemã cedida pelo Terceiro Reich aos seus soldados durante a Segunda Guerra Mundial.
A seguir estão listados os recebedores destas condecorações que prestaram serviço na Kriegsmarine, estando separados pelo grau da condecoração e ordenados pela data de adjudicação. São um total de 318 os marinheiros e soldados da Kriegsmarine que receberam a Cruz de Cavaleiro da Cruz de Ferro, sendo destes, 316 condecorados de maneira formal e outros dois que receberam a condecoração após o dia 11 de Maio de 1945, data esta em que o Großadmiral Karl Dönitz cessou as condecorações e tornou ilegais quaisquer condecorações seguintes a esta data. É então considerado que estes dois soldados receberam a condecoração de forma ilegal.
O soldado que foi condecorado postumamente quando é indicado com o * (asterisco).

## Cruz de Cavaleiro da Cruz de Ferro, com Folhas de Carvalho Espadas e Diamantes
A Cruz de Cavaleiro da Cruz de Ferro, com Folhas de Carvalho Espadas e Diamantes é uma condecoração baseada na emenda Reichsgesetzblatt I S. 613 do dia 28 de Setembro de 1941 para ser condecorado aos soldados que receberam a Cruz de Cavaleiro da Cruz de Ferro, com Folhas de Carvalho e Espadas e que tenham realizado feitos que sejam merecedores de uma condecoração de um nível mais elevado. Esta condecoração foi cedida para apenas 27 soldados alemães, dentre estes estavam oficiais da Luftwaffe, Heer, Waffen-SS]] e da Kriegsmarine. Esta condecoração foi dada para jovens pilotos de caça marinheiros e marechais-de-campo. Destes soldados, dois eram da Kriegsmarine.
| Número | Nome            | Patente          | Unidade             | Data de Adjudicação    | Notas                                     |
| ------ | --------------- | ---------------- | ------------------- | ---------------------- | ----------------------------------------- |
| 7      | Wolfgang Lüth   | Korvettenkapitän | comandante do U-181 | 9 de Agosto de 1943    | Morto em Serviço Ativo 13 de Maio de 1945 |
| 22     | Albrecht Brandi | Korvettenkapitän | comandante do U-967 | 24 de Novembro de 1944 |                                           |

## Cruz de Cavaleiro da Cruz de Ferro, com Folhas de Carvalho e Espadas
A Cruz de Cavaleiro da Cruz de Ferro, com Folhas de Carvalho e Espadas é uma condecoração militar alemã baseada na emenda Reichsgesetzblatt I S. 613 de 28 de Setembro de 1941 para recompensar todos os soldados da Alemanha que já haviam sido condecorados com a Cruz de Cavaleiro da Cruz de Ferro com Folhas de Carvalho e que tenham realizado ações que deveriam ser recompensados com uma condecorações mais elevada.
| Número | Nome            | Patente          | Unidade             | Data de Adjudicação    | Notas                                |
| ------ | --------------- | ---------------- | ------------------- | ---------------------- | ------------------------------------ |
| 5      | Otto Kretschmer | Korvettenkapitän | comandante do U-99  | 26 de Dezembro de 1941 |                                      |
| 17     | Erich Topp      | Kapitänleutnant  | comandante do U-552 | 17 de Agosto de 1942   |                                      |
| 18     | Reinhard Suhren | Kapitänleutnant  | comandante do U-564 | 1 de Setembro de 1942  |                                      |
| 29     | Wolfgang Lüth   | Kapitänleutnant  | comandante do U-181 | 25 de Abril de 1943    | 7º Diamantes 9 de Agosto de 1943     |
| 66     | Albrecht Brandi | Kapitänleutnant  | comandante do U-380 | 9 de Maio de 1944      | 22º Diamantes 24 de Novembro de 1944 |

## Cruz de Cavaleiro da Cruz de Ferro com Folhas de Carvalho
A Cruz de Cavaleiro da Cruz de Ferro com Folhas de Carvalho é uma condecoração baseada na emenda Reichsgesetzblatt I S. 849 do dia 3 de Junho de 1940. Esta condecoração era destinada aos soldados que já haviam sido condecorados com a Cruz de Cavaleiro da Cruz de Ferro e que pelos seus feitos deveriam ser condecorados com um grau superior desta condecoração, oficialmente o último número anunciado de um recebedor das Folhas de Carvalho é o de 843, havendo muitas condecorações que não foram oficializados.
| Número | Nome                         | Patente               | Unidade                                                                                 | Data de Adjudicação     | Notas                                                                |
| ------ | ---------------------------- | --------------------- | --------------------------------------------------------------------------------------- | ----------------------- | -------------------------------------------------------------------- |
| 5      | Günther Prien                | Kapitänleutnant       | comandante do U-47                                                                      | 20 de Outubro de 1940   | Desaparecido em Ação 7 de Março de 1941                              |
| 6      | Otto Kretschmer              | Kapitänleutnant       | comandante do U-99                                                                      | 4 de Novembro de 1940   | 5ª Espadas 26 de Dezembro de 1941                                    |
| 7      | Joachim Schepke              | Kapitänleutnant       | Comandante do U-100                                                                     | 1 de Dezembro de 1940   | Morto em Ação 17 de Março de 1941                                    |
| 13     | Heinrich Liebe               | Kapitänleutnant       | comandante do U-38                                                                      | 10 de Junho de 1941     | Promovido para Korvettenkapitän                                      |
| 14     | Engelbert Endrass            | Oberleutnant zur See  | comandante do U-46                                                                      | 10 de Junho de 1941     | Morto em Ação 21 de Dezembro de 1941                                 |
| 15     | Herbert Schultze             | Kapitänleutnant       | comandante do U-48                                                                      | 12 de Junho de 1941     |                                                                      |
| 23     | Viktor Hermann Otto Schütze  | Korvettenkapitän      | comandante do U-103                                                                     | 14 de Julho de 1941     |                                                                      |
| 40     | Ernst-Felix Krüder*          | Kapitän zur See       | comandante do Cruzados Auxiliar Pinguin (HSK-5)                                         | 15 de Novembro de 1941  | Morto em Ação 8 de Maio de 1941                                      |
| 45     | Bernhard Rogge               | Kapitän zur See       | comandante do Cruzador Auxiliar Atlantis (HSK-2)                                        | 31 de Dezembro de 1941  |                                                                      |
| 51     | Heinrich Lehmann-Willenbrock | Kapitänleutnant       | comandante do U-96                                                                      | 31 de Dezembro de 1941  |                                                                      |
| 56     | Reinhard Suhren              | Oberleutnant zur See  | comandante do U-564                                                                     | 31 de Dezembro de 1941  | 18ª Espadas 1 de Setembro de 1942                                    |
| 87     | Erich Topp                   | Kapitänleutnant       | comandante do U-552                                                                     | 11 de Abril de 1942     | 17ª Espadas 17 de Agosto de 1942                                     |
| 89     | Reinhard Hardegen            | Kapitänleutnant       | comandante do U-123                                                                     | 23 de Abril de 1942     |                                                                      |
| 104    | Rolf Mützelburg              | Kapitänleutnant       | comandante do U-203                                                                     | 15 de Julho de 1942     | Morto em Serviço Ativo 11 de Setembro de 1942                        |
| 105    | Adalbert Schnee              | Kapitänleutnant       | comandante do U-201                                                                     | 15 de Julho de 1942     |                                                                      |
| 123    | Klaus Scholtz                | Korvettenkapitän      | comandante do U-108                                                                     | 10 de Setembro de 1942  |                                                                      |
| 125    | Heinrich Bleichrodt          | Kapitänleutnant       | comandante do U-109                                                                     | 23 de Setembro de 1942  |                                                                      |
| 142    | Wolfgang Lüth                | Kapitänleutnant       | comandante do U-181                                                                     | 13 de Novembro de 1942  | Espadas 15 de Abril de 1943 n° 29 Diamantes 9 de Agosto de 1943 n° 7 |
| 143    | Werner Töniges               | Kapitänleutnant       | comandante do Schnellboot S-102 no 1. Schnellbootsflottille                             | 13 de Novembro de 1942  |                                                                      |
| 147    | Karl-Friedrich Merten        | Korvettenkapitän      | comandante do U-68                                                                      | 16 de Novembro de 1942  |                                                                      |
| 158    | Helmuth von Ruckteschell     | Kapitän zur See       | comandante do Cruzador Auxiliar Michel (HSK-9)                                          | 23 de Dezembro de 1942  |                                                                      |
| 171    | Friedrich Guggenberger       | Kapitänleutnant       | comandante do U-81                                                                      | 8 de Janeiro de 1943    |                                                                      |
| 177    | Johann Mohr                  | Kapitänleutnant       | comandante do U-124                                                                     | 13 de Janeiro de 1943   | Morto em ação 2 de Abril de 1943                                     |
| 208    | Georg Lassen                 | Kapitänleutnant       | comandante do U-160                                                                     | 7 de Março de 1943      |                                                                      |
| 223    | Karl Dönitz                  | Großadmiral           | Oberbefehlshaber der Kriegsmarine                                                       | 6 de Abril de 1943      |                                                                      |
| 224    | Albrecht Brandi              | Korvettenkapitän      | comandante do U-617                                                                     | 11 de Abril de 1943     | 66ª Espadas 9 de Maio de 1944 22ª Diamantes 24 de Novembro de 1944   |
| 225    | Gerhard von Kamptz           | Fregattenkapitän      | Comandante do 8. Räumbootflottille                                                      | 14 de Abril de 1943     |                                                                      |
| 226    | Siegfried Wuppermann         | Oberleutnant zur See  | comandante do Schnellboot S-56 na 3. Schnellbootflottille                               | 14 de Abril de 1943     |                                                                      |
| 234    | Otto von Bülow               | Kapitänleutnant       | comandante do U-404                                                                     | 26 de Abril de 1943     |                                                                      |
| 249    | Friedrich Kemnade            | Korvettenkapitän      | Comandante da 3. Schnellbootflottille                                                   | 27 de Maio de 1943      |                                                                      |
| 250    | Robert Gysae                 | Kapitänleutnant       | comandante do U-177                                                                     | 31 de Maio de 1943      |                                                                      |
| 256    | Carl Emmermann               | Kapitänleutnant       | comandante do U-172                                                                     | 4 de Julho de 1943      |                                                                      |
| 257    | Werner Henke                 | Kapitänleutnant       | comandante do U-515                                                                     | 4 de Julho de 1943      | Morto como prisioneiro de guerra 15 de Junho de 1944                 |
| 326    | Georg Christiansen           | Korvettenkapitän      | Comandante do 1. Schnellbootflottille                                                   | 3 de Novembro de 1943   |                                                                      |
| 330    | Karl-Friedrich Brill         | Korvettenkapitän d.R. | comandante do Minenschiff "Juminda" e líder de um Minensuch-Gruppe                      | 18 de Novembro de 1943* | Morto em Ação 22 de Outubro de 1943                                  |
| 361    | Bernd-Georg Klug             | Korvettenkapitän      | Comandante do 5. Schnellbootflottille                                                   | 1 de Janeiro de 1944    |                                                                      |
| 362    | Klaus Feldt                  | Korvettenkapitän      | Comandante do 2. Schnellbootflottille                                                   | 1 de Janeiro de 1944    |                                                                      |
| 387    | Fritz Breithaupt             | Korvettenkapitän d.R. | Comandante do 24. Minensuchflottille                                                    | 10 de Fevereiro de 1944 | Morto em acidente aéreo 25 de Dezembro de 1944                       |
| 461    | Otto Pollmann                | Oberleutnant zur See  | Comandante do U-Jäger 2210                                                              | 25 de Abril de 1944     |                                                                      |
| 499    | Rudolf Petersen              | Kapitän zur See       | Führer der Schnellboote                                                                 | 13 de Junho de 1944     |                                                                      |
| 500    | Götz Freiherr von Mirbach    | Kapitänleutnant       | Comandante do 9. Schnellbootflottille                                                   | 14 de Junho de 1944     |                                                                      |
| 523    | Karl Palmgreen               | Korvettenkapitän d.R. | Comandante do 38. Minensuchflottille                                                    | 1 de Julho de 1944      |                                                                      |
| 524    | Heinrich Hoffmann            | Korvettenkapitän      | Comandante do 5. Torpedobootflottille                                                   | 11 de Julho de 1944     |                                                                      |
| 577    | Richard Seuss                | Oberleutnant d.R.     | Comandante do Marine Küstenbatterie "Île de Cézembre" (Marine-Artillerie-Abteilung 608) | 2 de Setembro de 1944   |                                                                      |
| 583    | Otto Kähler                  | Konteradmiral         | Seekommandant Festung Brest                                                             | 15 de Setembro de 1944  |                                                                      |
| 614    | Theodor Krancke              | Admiral               | Comandante em chefe do Marine-Gruppenkommando West                                      | 18 de Outubro de 1944   |                                                                      |
| 645    | Werner Hartmann              | Kapitän zur See       | Führer der U-Boote im Mittelmeer, comandante do U-198                                   | 5 de Novembro de 1944   |                                                                      |
| 659    | Hans Hoßfeld                 | Korvettenkapitän      | Marine-Artillerie-Abteilung 531                                                         | 25 de Novembro de 1944* | Morto em Ação 19 de Novembro de 1944                                 |
| 823    | Theodor Burchardi            | Admiral               | Kommandierender Admiral östliche Ostsee                                                 | 8 de Abril de 1945      |                                                                      |
| 824    | August Thiele                | Vizeadmiral           | comandante dp Kampfgruppe "Thiele"                                                      | 8 de Abril de 1945      |                                                                      |
| (852)  | Rolf Thomsen                 | Kapitänleutnant       | Comandante do U-1202                                                                    | 29 de Abril de 1945     |                                                                      |
| (853)  | Hans-Günther Lange           | Kapitänleutnant       | Comandante do U-711                                                                     | 29 de Abril de 1945     |                                                                      |
| (866)  | Adalbert von Blanc?[a]       | Fregattenkapitän      | Führer 9. Marine-Sicherungs-Division                                                    | 10 de Maio de 1945      |                                                                      |

## Cruz de Cavaleiro da Cruz de Ferro
A Cruz de Cavaleiro da Cruz de Ferro é uma condecoração militar baseada na emenda Reichsgesetzblatt I S. 1573 de 1 de Setembro de 1939 Verordnung über die Erneuerung des Eisernen Kreuzes (Regulamento de Renovação da Cruz de Ferro).
| Número | Nome                                                  | Patente                              | Unidade | Data de Adjudicação                                                               | Notas |
| ------ | ----------------------------------------------------- | ------------------------------------ | --- | --------------------------------------------------------------------------------- | --- |
| 1      | Erich Raeder                                          | Großadmiral                          | Oberbefehlshaber der Kriegsmarine                                                                             | 30 de Setembro de 1939                                                            | |
| 2      | Günther Prien                                         | Kapitänleutnant                      | Comandante do U-47                                                                                            | 18 de Outubro de 1939                                                             | 5ª Folhas de Carvalho 20 de Outubro de 1940                                                                     |
| 3      | Herbert Schultze                                      | Kapitänleutnant                      | Comandante do U-48                                                                                            | 1 de Março de 1940                                                                | 15ª Folhas de Carvalho 12 de Junho de 1941                                                                      |
| 4      | Otto Schniewind                                       | Vizeadmiral                          | Chef des Stabes der Seekriegsleitung im OKM                                                                   | 20 de Abril de 1940                                                               | |
| 5      | Karl Dönitz                                           | Konteradmiral                        | Befehlshaber der U-Boote                                                                                      | 21 de Abril de 1940                                                               | 223ª Folhas de Carvalho 6 de Abril de 1943                                                                      |
| 6      | Alfred Saalwächter                                    | General Admiral                      | Marine - Gruppenbefehlshaber West                                                                             | 9 de Maio de 1940                                                                 | |
| 7      | Erich Bey                                             | Kapitän zur See                      | Comandante da 4. Zerstörerflottille                                                                           | 9 de Maio de 1940                                                                 | Morto em Ação 26 de Dezembro de 1943                                                                            |
| 8      | Werner Hartmann                                       | Korvettenkapitän                     | Comandante do U-37                                                                                            | 9 de Maio de 1940                                                                 | 645ª Folhas de Carvalho 5 de Novembro de 1944                                                                   |
| 9      | Otto Schuhart                                         | Kapitänleutnant                      | Comandante do U-29                                                                                            | 16 de Maio de 1940                                                                | |
| 10     | Hans Bartels                                          | Kapitänleutnant                      | Comandante do Minensucher M-1                                                                                 | 16 de Maio de 1940                                                                | |
| 11     | Hermann Opdenhoff                                     | Oberleutnant zur See                 | Comandante do Schnellboot S-31 na 2. Schnellbootflottille                                                     | 16 de Maio de 1940                                                                | Morto em ação 22 de Março de 1945                                                                               |
| 12     | Erich Grundmann                                       | Kapitänleutnant (Ing.)               | Engenheiro de Flotilha na 1. Räumbootflottille                                                                | 31 de Maio de 1940                                                                | |
| 13     | Arthur Godenau                                        | Stabsobersteuermann                  | Comandante do Räumboot R-51 na 1 Räumbootflottille                                                            | 31 de Maio de 1940                                                                | |
| 14     | Karl Rixecker                                         | Stabsobersteuermann                  | Comandante do Räumboot R-23 na 1 Räumbootflottille                                                            | 31 de Maio de 1940                                                                | |
| 15     | Rolf Carls                                            | Admiral                              | Befehlshaber Marinegruppe Ost                                                                                 | 14 de Junho de 1940                                                               | |
| 16     | Günther Lütjens                                       | Vizeadmiral                          | Befehlshaber der Aufklärungsstreitkräfte                                                                      | 14 de Junho de 1940                                                               | Morto em Ação 27 de Maio de 1941                                                                                |
| 17     | Hubert Schmundt                                       | Konteradmiral                        | Befehlshaber der Aufklärungsstreitkräfte und Führer der Kampfgruppe Bergen                                    | 14 de Junho de 1940                                                               | |
| 18     | Carl-Heinz Birnbacher                                 | Kapitänleutnant                      | Comandante da 1. Schnellbootflottille                                                                         | 17 de Junho de 1940                                                               | |
| 19     | Rollmann                                              | Kapitänleutnant                      | Comandante do U-34                                                                                            | 31 de Julho de 1940                                                               | Morto em Ação 5 de Novembro de 1943                                                                             |
| 20     | Fritz Berger                                          | Fregattenkapitän                     | Comandante da 1. Zerstörerflottille                                                                           | 4 de Agosto de 1940                                                               | |
| 21     | Max-Eckart Wolff                                      | Korvettenkapitän                     | Comandante do Georg Thiele (Z-2)                                                                              | 4 de Agosto de 1940                                                               | |
| 22     | Rudolf Petersen                                       | Korvettenkapitän                     | Comandante do 2. Schnellbootflottille                                                                         | 4 de Agosto de 1940                                                               | 499ª Folhas de Carvalho 13 de Junho de 1944                                                                     |
| 23     | Otto Kretschmer                                       | Kapitänleutnant                      | Comandante do U-99                                                                                            | 4 de Agosto de 1940                                                               | 6ª Folhas de Carvalho 4 de Novembro de 1940 5ª Espadas 26 de Dezembro de 1941                                   |
| 24     | Heinrich Liebe                                        | Kapitänleutnant                      | Comandante do U-38                                                                                            | 14 de Agosto de 1940                                                              | 13ª Folhas de Carvalho 10 de Junho de 1941                                                                      |
| 25     | Fritz-Julius Lemp                                     | Kapitänleutnant                      | Comandante do U-30                                                                                            | 14 de Agosto de 1940                                                              | Morto em Ação 9 de Maio de 1941                                                                                 |
| 26     | Kurt Fimmen                                           | Oberleutnant zur See                 | Comandante do Schnellboot S-26 na 1. Schnellbootflottille                                                     | 14 de Agosto de 1940                                                              | |
| 27     | Götz Freiherr von Mirbach                             | Oberleutnant zur See                 | Comandante do Schnellboot S-21 na 1. Schnellbootflottille                                                     | 14 de Agosto de 1940                                                              | 500ª Folhas de Carvalho 14 de Junho de 1944                                                                     |
| 28     | Hans-Rudolf Rösing                                    | Korvettenkapitän                     | Comandante da 7. Unterseebootsflottille e comandante do U-48                                                  | 29 de Agosto de 1940                                                              | |
| 29     | Fritz Frauenheim                                      | Kapitänleutnant                      | Comandante do U-101                                                                                           | 29 de Agosto de 1940                                                              | |
| 30     | Engelbert Endrass                                     | Oberleutnant zur See                 | Comandante do U-46                                                                                            | 5 de Setembro de 1940 14ª Folhas de Carvalho 10 de Junho de 1941                  | |
| 31     | Günter Kuhnke                                         | Kapitänleutnant                      | Comandante do U-28                                                                                            | 19 de Setembro de 1940                                                            | |
| 32     | Joachim Schepke                                       | Kapitänleutnant                      | Comandante do U-100                                                                                           | 24 de Setembro de 1940                                                            | 7ª Folhas de Carvalho 1 de Dezembro de 1940                                                                     |
| 33     | Kurt Böhmer                                           | Kapitän zur See                      | Chef des Stabes Befehlshaber der Sicherung der Nordsee                                                        | 6 de Outubro de 1940                                                              | Morto em Ação 1 de Outubro de 1944                                                                              |
| 34     | Kurt Thoma                                            | Korvettenkapitän                     | Comandante da 2. Minensuchflottille                                                                           | 6 de Outubro de 1940                                                              | |
| 35     | Gerhard von Kamptz                                    | Korvettenkapitän                     | Comandante da 2. Räumbootflottille                                                                            | 6 de Outubro de 1940                                                              | 225ª Folhas de Carvalho 14 de Abril de 1943                                                                     |
| 36     | Hans Jenisch                                          | Oberleutnant zur See                 | Comandante do U-32                                                                                            | 7 de Outubro de 1940                                                              | |
| 37     | Friedrich Bonte                                       | Kapitän zur See                      | Führer der Zerstörer und der Kampfgruppe Narvik                                                               | 17 de Outubro de 1940*                                                            | Morto em Ação 10 de Abril de 1940                                                                               |
| 38     | Friedrich Ruge                                        | Kapitän zur See                      | Führer der Minensuchboote West                                                                                | 21 de Outubro de 1940                                                             | |
| 39     | Victor Oehrn                                          | Kapitänleutnant                      | Comandante do U-37                                                                                            | 21 de Outubro de 1940                                                             | |
| 40     | Gerd Suhren                                           | Oberleutnant (Ing.)                  | Comandante de Engenharia do U-37                                                                              | 21 de Outubro de 1940                                                             | |
| 41     | Heinrich Bleichrodt                                   | Kapitänleutnant                      | Comandante do U-48                                                                                            | 24 de Outubro de 1940                                                             | 125ª Folhas de Carvalho 23 de Setembro de 1942                                                                  |
| 42     | Wolfgang Lüth                                         | Oberleutnant zur See                 | Comandante do U-138                                                                                           | 24 de Outubro de 1940                                                             | 142ª Folhas de Carvalho 13 de Novembro de 1942 29ª Espadas 15 de Abril de 1943 7ª Diamantes 9 de Agosto de 1943 |
| 43     | Helmuth von Ruckteschell                              | Korvettenkapitän d.R.                | Comandante do auxiliary cruiser Widder (HSK-3)                                                                | 31 de Outubro de 1940                                                             | 158ª Folhas de Carvalho 22 de Dezembro de 1942                                                                  |
| 44     | Hans Erdmenger                                        | Korvettenkapitän                     | Comandante do destroyer Wilhelm Heidkamp                                                                      | 3 de Novembro de 1940                                                             | Morto em Ação 28 de Dezembro de 1943                                                                            |
| 45     | Reinhard Suhren                                       | Oberleutnant zur See                 | I. Wachoffizier U-48                                                                                          | 3 de Novembro de 1940                                                             | 56ª Folhas de Carvalho 31 de Dezembro de 1941 18ª Espadas 1 de Setembro de 1942                                 |
| 46     | Heinrich Petersen                                     | Stabsobersteuermann                  | Wachoffizier und Steuermann U-99                                                                              | 5 de Novembro de 1940                                                             | |
| 47     | Hans Stohwasser                                       | Konteradmiral                        | Befehlshaber der Sicherung der Ostsee                                                                         | 30 de Novembro de 1940                                                            | |
| 48     | Bernhard Rogge                                        | Kapitän zur See                      | Comandante do auxiliary cruiser Atlantis (HSK-2)                                                              | 7 de Dezembro de 1940                                                             | 45ª Folhas de Carvalho 31 de Dezembro de 1941                                                                   |
| 49     | Viktor Schütze                                        | Korvettenkapitän                     | Comandante do U-103                                                                                           | 11 de Dezembro de 1940                                                            | 23ª Folhas de Carvalho 14 de Julho de 1941                                                                      |
| 50     | Wolfgang Kaden                                        | Kapitänleutnant d.R.                 | commander of U-Jäger 116                                                                                      | 18 de Dezembro de 1940                                                            | Morto em Ação 9 de Julho de 1942                                                                                |
| 51     | Otto Kähler                                           | Kapitän zur See                      | Comandante do Cruzador Auxiliar Thor (HSK-4)                                                                  | 22 de Dezembro de 1940                                                            | 583ª Folhas de Carvalho 15 de Setembro de 1944                                                                  |
| 52     | Ernst-Felix Krüder                                    | Kapitän zur See                      | Comandante do Cruzador Ausiliar Pinguin (HSK-5)                                                               | 22 de Dezembro de 1940                                                            | 40ª Folhas de Carvalho 15 de Novembro de 1941                                                                   |
| 53     | Hans-Gerrit von Stockhausen                           | Korvettenkapitän                     | Comandante do U-65                                                                                            | 14 de Janeiro de 1941                                                             | |
| 54     | Oskar Kummetz                                         | Konteradmiral                        | Führer Kampfgruppe Oslo                                                                                       | 18 de Janeiro de 1941                                                             | |
| 55     | August Thiele                                         | Kapitän zur See                      | Comandante do Navio de Guerra Lützow                                                                          | 18 de Novembro de 1941                                                            | 824ª Folhas de Carvalho 8 de Abril de 1945                                                                      |
| 56     | Hellmuth Heye                                         | Kapitän zur See                      | Comandante do Cruzador Pesado Admiral Hipper                                                                  | 18 de Janeiro de 1941                                                             | |
| 57     | Theodor Krancke                                       | Kapitän zur See                      | Comandante do Cruzados Pesado Admiral Scheer                                                                  | 21 de Fevereiro de 1941                                                           | 614ª Folhas de Carvalho 18 de Outubro de 1944                                                                   |
| 58     | Werner Töniges                                        | Oberleutnant zur See                 | Comandante do Schnellboot S-102 na 1. Schnellbootflottille                                                    | 25 de Fevereiro de 1941                                                           | 143ª Folhas de Carvalho 13 de Novembro de 1942                                                                  |
| 59     | Wilhelm Meisel                                        | Kapitän zur See                      | Comandante do Cruzador Pesado Admiral Hipper                                                                  | 26 de Fevereiro de 1941                                                           | |
| 60     | Karl-Heinz Moehle                                     | Kapitänleutnant                      | Comandante do U-123                                                                                           | 26 de Fevereiro de 1941                                                           | |
| 61     | Heinrich Lehmann-Willenbrock                          | Kapitänleutnant                      | Comandante do U-96                                                                                            | 26 de Fevereiro de 1941                                                           | 51ª Folhas de Carvalho 31 de Dezembro de 1941                                                                   |
| 62     | Hans Bütow                                            | Kapitän zur See                      | Führer der Torpedoboote                                                                                       | 23 de Março de 1941                                                               | |
| 63     | Bernd-Georg Klug                                      | Kapitänleutnant                      | Comandante do Schnellboot S-28 da 1. Schnellbootflottille                                                     | 12 de Março de 1941                                                               | 361ª Folhas de Carvalho 1 de Janeiro de 1944                                                                    |
| 64     | Jürgen Oesten                                         | Kapitänleutnant                      | Comandante do U-106                                                                                           | 26 de Março de 1941                                                               | |
| 65     | Georg-Wilhelm Schulz                                  | Kapitänleutnant                      | Comandante do U-124                                                                                           | 4 de Abril de 1941                                                                | |
| 66     | Erich Zürn                                            | Oberleutnant (Ing.)                  | Chefe de Engenharia do U-48                                                                                   | 23 de Abril de 1941                                                               | |
| 67     | Klaus Feldt                                           | Oberleutnant zur See                 | Comandante do Schnellboot S-30 na 2. Schnellbootflottille                                                     | 25 de Abril de 1941                                                               | 362ª Folhas de Carvalho 1 de Janeiro de 1944                                                                    |
| 68     | Georg Christiansen                                    | Oberleutnant zur See                 | Comandante do Schnellboot S-101 na 1. Schnellbootflottille                                                    | 8 de Maio de 1941                                                                 | 326ª Folhas de Carvalho 13 de Novembro de 1943                                                                  |
| 69     | Herbert Kuppisch                                      | Kapitänleutnant                      | Comandante do U-94                                                                                            | 14 de Maio de 1941                                                                | Morto em Ação 27 de Agosto de 1943                                                                              |
| 70     | Herbert Wohlfarth                                     | Kapitänleutnant                      | Comandante do U-556                                                                                           | 15 de Maio de 1941                                                                | |
| 71     | Georg Schewe                                          | Kapitänleutnant                      | Comandante do U-105                                                                                           | 23 de Maio de 1941                                                                | |
| 72     | Eberhard Wolfram                                      | Konteradmiral                        | Befehlshaber der Sicherung der Nordsee                                                                        | 25 de Maio de 1941                                                                | |
| 73     | Adalbert Schneider                                    | Korvettenkapitän                     | 1º Oficial de Artilharia do Couraçado Bismarck                                                                | 27 de Maio de 1941                                                                | Morto em Ação 27 de Maio de 1941                                                                                |
| 74     | Claus Korth                                           | Kapitänleutnant                      | Comandante do U-93                                                                                            | 29 de Maio de 1941                                                                | |
| 75     | Erich Topp                                            | Oberleutnant zur See                 | Comandante do U-552                                                                                           | 20 de Junho de 1941                                                               | 87ª Folhas de Carvalho 11 de Abril de 1942 17ª Espadas 17 de Agosto de 1942                                     |
| 76     | Günther Hessler                                       | Kapitänleutnant                      | Comandante do U-107                                                                                           | 24 de Junho de 1941                                                               | |
| 77     | Gustav Forstmann                                      | Korvettenkapitän                     | Comandante da 1. Räumbootflottille                                                                            | 28 de Julho de 1941                                                               | |
| 78     | Jost Metzler                                          | Kapitänleutnant                      | Comandante do U-69                                                                                            | 28 de Julho de 1941                                                               | |
| 79     | Fritz Breithaupt                                      | Korvettenkapitän d.R.                | Comandante da 12. Minensuchflottille                                                                          | 3 de Agosto de 1941                                                               | 387ª Folhas de Carvalho 10 de Fevereiro de 1944                                                                 |
| 80     | Karl Palmgreen                                        | Korvettenkapitän d.R.                | Comandante do Sperrbrecher IX and I                                                                           | 3 de Agosto de 1941                                                               | 523ª Folhas de Carvalho 11 de Julho de 1944                                                                     |
| 81     | Siegfried Wuppermann                                  | Oberleutnant d.R.                    | Comandante do Schnellboot S-60 na 3. Schnellbootflottille                                                     | 3 de Agosto de 1941                                                               | 226ª Folhas de Carvalho 14 de Abril de 1943                                                                     |
| 82     | Kurt Weyher                                           | Fregattenkapitän                     | Comandante do Navio de Guerra Auxiliar Orion (HSK-1)                                                          | 21 de Agosto de 1941                                                              | |
| 83     | Adalbert Schnee                                       | Oberleutnant zur See                 | Comandante do U-201                                                                                           | 30 de Agosto de 1941                                                              | 105ª Folhas de Carvalho 15 de Julho de 1942                                                                     |
| 84     | Werner Dobberstein                                    | Kapitänleutnant                      | Comandante da 5. Räumbootflottille                                                                            | 4 de Setembro de 1941                                                             | |
| 85     | Rudolf Porath                                         | Leutnant zur See d.R.                | Comandante do Vorpostenboot VP-1806 na 18. Vorpostenflottille                                                 | 8 de Outubro de 1941                                                              | |
| 86     | Karl Weniger                                          | Kapitän zur See                      | 2. Sicherungs-Division                                                                                        | 15 de Novembro de 1941*                                                           | Morto em Ação 1 de Outubro de 1941                                                                              |
| 87     | Rolf Mützelburg                                       | Kapitänleutnant                      | Comandante do U-203                                                                                           | 17 de Novembro de 1941                                                            | 104ª Folhas de Carvalho 15 de Julho de 1942                                                                     |
| 88     | Ernst Mengersen                                       | Kapitänleutnant                      | Comandante do U-101                                                                                           | 18 de Novembro de 1941                                                            | |
| 89     | Robert Eyssen                                         | Konteradmiral                        | Comandante do Cruzador Auxiliar Komet (HSK-7)                                                                 | 29 de Novembro de 1941                                                            | |
| 90     | Theodor Detmers                                       | Fregattenkapitän                     | Comandante do Cruzador Auxiliar Kormoran (HSK-8)                                                              | 4 de Dezembro de 1941                                                             | |
| 91     | Friedrich Guggenberger                                | Kapitänleutnant                      | Comandante do U-81                                                                                            | 10 de Dezembro de 1941                                                            | 171ª Folhas de Carvalho 8 de Janeiro de 1943                                                                    |
| 92     | Klaus Scholtz                                         | Kapitänleutnant                      | Comandante do U-108                                                                                           | 26 de Dezembro de 1941                                                            | 123ª Folhas de Carvalho 10 de Setembro de 1942                                                                  |
| 93     | Gerhard Bigalk                                        | Kapitänleutnant                      | Comandante do U-751                                                                                           | 26 de Dezembro de 1941                                                            | Morto em Ação 17 de Julho de 1942                                                                               |
| 94     | Ernst Lindemann                                       | Kapitän zur See                      | Comandante do Couraçado Bismarck                                                                              | 27 de Dezembro de 1941*                                                           | Morto em Ação 27 de Maio de 1941                                                                                |
| 95     | Dr.-Ing. Karl-Friedrich Brill                         | Korvettenkapitän d.R.                | Minenschiff Cobra                                                                                             | 27 de Dezembro de 1941                                                            | 330ª Folhas de Carvalho 18 de Novembro de 1943                                                                  |
| 96     | Axel Goetzke                                          | Leutnant zur See d.R.                | Comandante do Räumboot R-16 na 5. Räumbootflottille                                                           | 27 de Dezembro de 1941                                                            | |
| 97     | Hans Rehm                                             | Korvettenkapitän                     | Comandante da 2. Minensuchflottille                                                                           | 31 de Dezembro de 1941                                                            | |
| 98     | Eitel-Friedrich Kentrat                               | Kapitänleutnant                      | Comandante do U-74                                                                                            | 31 de Dezembro de 1941                                                            | |
| 99     | Robert Gysae                                          | Kapitänleutnant                      | Comandante do U-98                                                                                            | 31 de Dezembro de 1941                                                            | 250ª Folhas de Carvalho 31 de Maio de 1943                                                                      |
| 100    | Niels Bätge                                           | Kapitänleutnant                      | Comandante do 4. Schnellbootflottille                                                                         | 4 de Janeiro de 1942                                                              | Morto em Ação 12 de Dezembro de 1944                                                                            |
| 101    | Reinhard Hardegen                                     | Kapitänleutnant                      | Comandante do U-123                                                                                           | 23 de Janeiro de 1942                                                             | 89ª Folhas de Carvalho 23 de Abril de 1942                                                                      |
| 102    | Hans-Dietrich Freiherr von Tiesenhausen               | Kapitänleutnant                      | Comandante do U-331                                                                                           | 27 de Janeiro de 1942                                                             | |
| 103    | Nicolai Clausen                                       | Kapitänleutnant                      | Comandante do U-129                                                                                           | 13 de Março de 1942                                                               | Morto em Ação 16 de Maio de 1943                                                                                |
| 104    | Ernst Bauer                                           | Kapitänleutnant                      | Comandante do U-126                                                                                           | 16 de Março de 1942                                                               | |
| 105    | Otto Ciliax                                           | Vizeadmiral                          | Befehlshaber der Schlachtschiffe                                                                              | 21 de Março de 1942                                                               | |
| 106    | Kurt-Caesar Hoffmann                                  | Kapitän zur See                      | Comandante do Scharnhorst                                                                                     | 21 de Março de 1942                                                               | |
| 107    | Johann Mohr                                           | Kapitänleutnant                      | Comandante do U-124                                                                                           | 27 de Março de 1942                                                               | 177ª Folhas de Carvalho 13 de Janeiro de 1943                                                                   |
| 108    | Otto Ites                                             | Oberleutnant zur See                 | Comandante do U-94                                                                                            | 28 de Março de 1942                                                               | |
| 109    | Robert-Richard Zapp                                   | Korvettenkapitän                     | Comandante do U-66                                                                                            | 23 de Abril de 1942                                                               | |
| 110    | Werner Winter                                         | Kapitänleutnant                      | Comandante do U-103                                                                                           | 5 de Junho de 1942                                                                | |
| 111    | Peter-Erich Cremer                                    | Kapitänleutnant                      | Comandante do U-333                                                                                           | 5 de Junho de 1942                                                                | |
| 112    | Karl-Friedrich Merten                                 | Korvettenkapitän                     | Comandante do U-68                                                                                            | 13 de Junho de 1942                                                               | 147ª Folhas de Carvalho 16 de Novembro de 1942                                                                  |
| 113    | Jost Brökelmann                                       | Korvettenkapitän                     | Comandante da 2. Räumbootflottille                                                                            | 14 de Junho de 1942                                                               | |
| 114    | Hans-Werner Kraus                                     | Kapitänleutnant                      | Comandante do U-83                                                                                            | 19 de Junho de 1942                                                               | |
| 115    | Erwin Rostin                                          | Kapitänleutnant                      | Comandante do U-158                                                                                           | 28 de Junho de 1942                                                               | |
| 116    | Heinz-Otto Schultze                                   | Kapitänleutnant                      | Comandante do U-432                                                                                           | 9 de Julho de 1942                                                                | Morto em Ação 25 de Novembro de 1943                                                                            |
| 117    | Friedrich Kemnade                                     | Kapitänleutnant                      | Comandante da 3. Schnellbootflottille                                                                         | 23 de Julho de 1942                                                               | 249ª Folhas de Carvalho 27 de Maio de 1943                                                                      |
| 118    | Karl Bergelt                                          | Korvettenkapitän                     | Comandante da 1. Minensuchflottille                                                                           | 3 de Agosto de 1942                                                               | |
| 119    | Georg Lassen                                          | Oberleutnant zur See                 | Comandante do U-160                                                                                           | 10 de Agosto de 1942                                                              | 208ª Folhas de Carvalho 7 de Março de 1943                                                                      |
| 120    | Helmut Rosenbaum                                      | Kapitänleutnant                      | Comandante do U-73                                                                                            | 12 de Agosto de 1942                                                              | |
| 121    | Adolf Piening                                         | Kapitänleutnant                      | Comandante do U-155                                                                                           | 13 de Agosto de 1942                                                              | |
| 122    | Heinrich Schonder                                     | Kapitänleutnant                      | Comandante do U-77                                                                                            | 19 de Agosto de 1942                                                              | Morto em Ação 28 de Junho de 1943                                                                               |
| 123    | Karl Thurmann                                         | Korvettenkapitän                     | Comandante do U-553                                                                                           | 24 de Agosto de 1942                                                              | Desaparecido em Ação 28 de Janeiro de 1943                                                                      |
| 124    | Ernst Kals                                            | Korvettenkapitän                     | Comandante do U-130                                                                                           | 1 de Setembro de 1942                                                             | |
| 125    | Werner Hartenstein                                    | Korvettenkapitän                     | Comandante do U-156                                                                                           | 17 de Setembro de 1942                                                            | Morto em Ação 8 de Março de 1943                                                                                |
| 126    | Günther Krech                                         | Kapitänleutnant                      | Comandante do U-558                                                                                           | 17 de Setembro de 1942                                                            | |
| 127    | Kurt Fricke                                           | Admiral                              | Chief of Staff do Seekriegsleitung no OKM                                                                     | 1 de Outubro de 1942                                                              | |
| 128    | Hermann Bögel                                         | Leutnant zur See d.R.                | Comandante do Minensucher M-4040                                                                              | 13 de Outubro de 1942                                                             | |
| 129    | Otto von Bülow                                        | Kapitänleutnant                      | Comandante do U-404                                                                                           | 20 de Outubro de 1942                                                             | 234ª Folhas de Carvalho 26 de Abril de 1943                                                                     |
| 130    | Helmut Witte                                          | Kapitänleutnant                      | Comandante do U-159                                                                                           | 22 de Outubro de 1942                                                             | |
| 131    | Siegfried Strelow                                     | Kapitänleutnant                      | Comandante do U-435                                                                                           | 27 de Outubro de 1942                                                             | Morto em Ação 15 de Julho de 1943                                                                               |
| 132    | Fritz Poske                                           | Korvettenkapitän                     | Comandante do U-504                                                                                           | 6 de Novembro de 1942                                                             | |
| 133    | Carl Emmermann                                        | Kapitänleutnant                      | Comandante do U-172                                                                                           | 27 de Novembro de 1942                                                            | 256ª Folhas de Carvalho 4 de Julho de 1943                                                                      |
| 134    | Günther Müller-Stöckheim                              | Kapitänleutnant                      | Comandante do U-67                                                                                            | 27 de Novembro de 1942                                                            | Morto em Ação 16 de Julho de 1943                                                                               |
| 135    | Wilhelm Dommes                                        | Kapitänleutnant                      | Comandante do U-431                                                                                           | 2 de Dezembro de 1942                                                             | |
| 136    | Waldemar Holst                                        | Korvettenkapitän                     | Comandante da 4. Räumbootflottille                                                                            | 3 de Dezembro de 1942                                                             | |
| 137    | Friedrich Wunderlich                                  | Korvettenkapitän                     | Comandante da 14. Unterseebootsflottille                                                                      | 1942 de O primeiro parâmetro é necessário, mas foi fornecido incorretamente! de 3 | |
| 138    | Rolf Johannesson                                      | Kapitän zur See                      | Comandante do [destroyer Hermes                                                                               | 7 de Dezembro de 1942                                                             | |
| 139    | Hans Witt                                             | Kapitänleutnant                      | Comandante do U-129                                                                                           | 17 de Dezembro de 1942                                                            | |
| 140    | Werner Henke                                          | Oberleutnant zur See                 | Comandante do U-515                                                                                           | 17 de Dezembro de 1942                                                            | 257ª Folhas de Carvalho 4 de Julho de 1943                                                                      |
| 141    | Hermann Rasch                                         | Kapitänleutnant                      | Comandante do U-106                                                                                           | 29 de Dezembro de 1942                                                            | |
| 142    | Günther Gumprich                                      | Kapitän zur See                      | Comandante do Cruzador Auxiliar Thor (HSK-4)                                                                  | 31 de Dezembro de 1942                                                            | Morto em Ação 17 de Outubro de 1943                                                                             |
| 143    | Harro Schacht                                         | Korvettenkapitän                     | Comandante do U-507                                                                                           | 9 de Janeiro de 1943                                                              | Morto em Ação 14 de Janeiro de 1943                                                                             |
| 144    | Albrecht Achilles                                     | Kapitänleutnant                      | Comandante do U-161                                                                                           | 16 de Janeiro de 1943                                                             | Morto em Ação 27 de Setembro de 1943                                                                            |
| 145    | Herbert Schneider                                     | Kapitänleutnant                      | Comandante do U-522                                                                                           | 16 de Janeiro de 1943                                                             | Morto em Ação 24 de Fevereiro de 1943                                                                           |
| 146    | Heinrich Bramesfeld                                   | Kapitän zur See                      | 2. Sicherungs-Division                                                                                        | 21 de Janeiro de 1943                                                             | |
| 147    | Ulrich Heyse                                          | Kapitänleutnant                      | Comandante do U-128                                                                                           | 21 de Janeiro de 1943                                                             | |
| 148    | Albrecht Brandi                                       | Kapitänleutnant                      | Comandante do U-617                                                                                           | 21 de Janeiro de 1943                                                             | 224ª Folhas de Carvalho 11 de Abril de 1943 66ª Espadas 9 de Maio de 1944 22ª Diamantes 24 de Novembro de 1944  |
| 149    | Siegfried Freiherr von Forstner                       | Kapitänleutnant                      | Comandante do U-402                                                                                           | 9 de Fevereiro de 1943                                                            | Morto em Ação 13 de Outubro de 1943[b]                                                                          |
| 150    | Gerhard Bielig                                        | Kapitänleutnant (Ing.)               | Chefe de Engenharia no U-177                                                                                  | 10 de Fevereiro de 1943                                                           | |
| 151    | Karl Jörß                                             | Bootsmannsmaat d.R.                  | Flakleiter auf einem Frachter im Mittelmeer                                                                   | 17 de Fevereiro de 1943                                                           | |
| 152    | Erich Würdemann                                       | Kapitänleutnant                      | Comandante do U-506                                                                                           | 14 de Março de 1943                                                               | Morto em Ação 14 de Julho de 1943                                                                               |
| 153    | Reinhart Reche                                        | Kapitänleutnant                      | Comandante do U-255                                                                                           | 17 de Março de 1943                                                               | |
| 154    | Hans-Hartwig Trojer                                   | Oberleutnant zur See                 | Comandante do U-221                                                                                           | 24 de Março de 1943                                                               | |
| 155    | Harald Gelhaus                                        | Kapitänleutnant                      | Comandante do U-107                                                                                           | 26 de Março de 1943                                                               | |
| 156    | Karl Neitzel                                          | Korvettenkapitän                     | Comandante do U-510                                                                                           | 27 de Março de 1943                                                               | |
| 157    | Günther Seibicke                                      | Kapitänleutnant                      | Comandante do U-436                                                                                           | 27 de Março de 1943                                                               | Morto em Ação 26 de Maio de 1943                                                                                |
| 158    | Ulrich Folkers                                        | Kapitänleutnant                      | Comandante do U-125                                                                                           | 27 de Março de 1943                                                               | Morto em Ação 6 de Maio de 1943                                                                                 |
| 159    | Karl-Conrad Mecke                                     | Kapitän zur See                      | Comandante do 22. Marine-Flak-Regiment                                                                        | 1 de Abril de 1943                                                                | |
| 160    | Hans Heidtmann                                        | Kapitänleutnant                      | Comandante do U-559                                                                                           | 12 de Abril de 1943                                                               | |
| 161    | Helmut Möhlmann                                       | Kapitänleutnant                      | Comandante do U-571                                                                                           | 16 de Abril de 1943                                                               | |
| 162    | Hermann Büchting                                      | Kapitänleutnant                      | Comandante do Schnellboot S-27 na 1. Schnellbootflottille                                                     | 22 de Abril de 1943                                                               | |
| 163    | Gunter Jahn                                           | Kapitänleutnant                      | Comandante do U-596                                                                                           | 30 de Abril de 1943                                                               | |
| 164    | Klaus Bargsten                                        | Kapitänleutnant                      | Comandante do U-521                                                                                           | 30 de Abril de 1943                                                               | |
| 165    | Wilhelm Franken                                       | Kapitänleutnant                      | Comandante do U-565                                                                                           | 30 de Abril de 1943                                                               | Morto em Ação 13 de Janeiro de 1945                                                                             |
| 166    | Karl-Heinz Fischer                                    | Steuermannsmaat                      | Vorpostenboot VP-711                                                                                          | 3 de Maio de 1943                                                                 | |
| 167    | Otto Flügel                                           | Steuermannsmaat d.R.                 | Vorpostenboot VP-1525                                                                                         | 3 de Maio de 1943                                                                 | |
| 168    | Curt Rechel                                           | Fregattenkapitän                     | Comandante do destroyer Z-29                                                                                  | 8 de Maio de 1943                                                                 | |
| 169    | Dr. phil. Walther Fischer                             | Korvettenkapitän d.R.                | Comandante da 13. Vorpostenflottille                                                                          | 8 de Maio de 1943                                                                 | |
| 170    | Otto Pollmann                                         | Leutnant zur See d.R.                | Comandante do U-Jäger 2210 na 22. U-Jagdflottille                                                             | 19 de Maio de 1943                                                                | 461ª Folhas de Carvalho 25 de Abril de 1944                                                                     |
| 171    | Alfred Schulze-Hinrichs                               | Kapitän zur See                      | Comandante da 6. Zerstörerflottille                                                                           | 15 de Junho de 1943                                                               | |
| 172    | Alfred-Karl Smidt                                     | Kapitän zur See                      | Comandante do destroyer Z-27                                                                                  | 15 de Junho de 1943                                                               | |
| 173    | Martin Saltzwedel                                     | Korvettenkapitän                     | Comandante do destroyer Z-24                                                                                  | 15 de Junho de 1943                                                               | |
| 174    | Otto Maurer                                           | Korvettenkapitän                     | Comandante da 12. Räumbootflottille                                                                           | 3 de Julho de 1943                                                                | |
| 175    | Günther Heydemann                                     | Kapitänleutnant                      | Comandante do U-575                                                                                           | 3 de Julho de 1943                                                                | |
| 176    | Horst Weber                                           | Oberleutnant zur See of the Reserves | Comandante do Schnellboot S-55 na 3. Schnellbootflottille                                                     | 5 de Julho de 1943                                                                | |
| 177    | Friedrich Markworth                                   | Kapitänleutnant                      | Comandante do U-66                                                                                            | 8 de Julho de 1943                                                                | |
| 178    | Karl Müller                                           | Kapitänleutnant                      | Comandante do Schnellboot S-52 na 5. Schnellbootflottille                                                     | 8 de Julho de 1943                                                                | |
| 179    | Georg Staats                                          | Kapitänleutnant                      | Comandante do U-508                                                                                           | 14 de Julho de 1943                                                               | Morto em Ação 12 de Novembro de 1943                                                                            |
| 180    | Karl-Ehrhart Karcher                                  | Oberleutnant zur See                 | Comandante do Schnellboot S-87 na 4. Schnellbootflottille                                                     | 12 de Agosto de 1943                                                              | |
| 181    | Otto von Schrader                                     | Admiral                              | commanding Admiral Norwegian West Coast                                                                       | 19 de Agosto de 1943                                                              | |
| 182    | Gerd Kelbling                                         | Kapitänleutnant                      | Comandante do U-593                                                                                           | 18 de Agosto de 1943                                                              | |
| 183    | Gustav Freiherr von Liebenstein                       | Fregattenkapitän d.R.                | Comandante da 2. Landungsdivision e Comandante do transporte marítimo do Estreito de Messina                  | 3 de Setembro de 1943                                                             | |
| 184    | Herbert Panknin                                       | Kapitänleutnant (Ing.)               | Chefe de Engenharia U-106                                                                                     | 4 de Setembro de 1943                                                             | |
| 185    | Dipl.-Ing. Willi Lechtenbörger                        | Oberleutnant (Ing.) d.R.             | Comandante de Engenharia do U-847                                                                             | 4 de Setembro de 1943*                                                            | Morto em Ação 27 de Agosto de 1943                                                                              |
| 186    | Heinz Krey                                            | Leutnant (Ing.)                      | Engenheiro Chefe no U-752                                                                                     | 4 de Setembro de 1943*                                                            | Morto em Ação 23 de Maio de 1943                                                                                |
| 187    | August Maus                                           | Kapitänleutnant                      | Comandante do U-185                                                                                           | 21 de Setembro de 1943                                                            | |
| 188    | Dietrich Schöneboom                                   | Oberleutnant zur See                 | Comandante do U-431                                                                                           | 20 de Outubro de 1943                                                             | Morto em Ação 23 de Outubro de 1943                                                                             |
| 189    | Carl-August Landfermann                               | Oberleutnant (Ing.) d.R.             | Engenheiro Chefe no U-181                                                                                     | 27 de Outubro de 1943                                                             | |
| 190    | Franz Kohlauf                                         | Korvettenkapitän                     | Comandante da 4. Torpedobootflottille                                                                         | 29 de Outubro de 1943                                                             | Morto em Ação 26 de Abril de 1944                                                                               |
| 191    | Hellmut Rohweder                                      | Kapitänleutnant (Ing.)               | Engenheiro Chefe do U-69 e U-514                                                                              | 14 de Novembro de 1943                                                            | |
| 192    | Egon-Reiner Freiherr von Schlippenbach                | Kapitänleutnant                      | Comandante do U-453                                                                                           | 19 de Novembro de 1943                                                            | |
| 193    | Gustav Kieseritzky                                    | Vizeadmiral                          | commanding Admiral Black Sea                                                                                  | 20 de Novembro de 1943                                                            | |
| 194    | Horst-Arno Fenski                                     | Oberleutnant zur See                 | Comandante do U-410                                                                                           | 26 de Novembro de 1943                                                            | |
| 195    | Heinz Franke                                          | Kapitänleutnant                      | Comandante do U-262                                                                                           | 30 de Novembro de 1943                                                            | |
| 196    | Karl-Friedrich Künzel                                 | Oberleutnant zur See                 | Comandante do Schnellboot S-28 na 1. Schnellbootflottille                                                     | 12 de Dezembro de 1943                                                            | |
| 197    | Albert Müller                                         | Kapitänleutnant                      | Comandante do Schnellboot S-59 na 3. Schnellbootflottille                                                     | 13 de Dezembro de 1943                                                            | |
| 198    | Max-Martin Teichert                                   | Kapitänleutnant                      | Comandante do U-456                                                                                           | 19 de Dezembro de 1943*                                                           | Morto em Ação 12 de Maio de 1943                                                                                |
| 199    | Helmut Klassmann                                      | Kapitänleutnant                      | Comandante da 3. Räumbootflottille                                                                            | 22 de Dezembro de 1943                                                            | |
| 200    | Klaus-Degenhard Schmidt                               | Oberleutnant zur See                 | Comandante do Schnellboot S-54 na 10 Schnellbootflottille                                                     | 22 de Dezembro de 1943                                                            | Morto em Ação 22 de Dezembro de 1944                                                                            |
| 201    | Dr. med. Günther Brandt                               | Korvettenkapitän d.R.                | Comandante da 21. U-Jagdflottille                                                                             | 23 de Dezembro de 1943                                                            | |
| 202    | Paul Hellmann                                         | Kapitän der Handelsmarine            | captain Blockadebrecher Motorschiff Osorno                                                                    | 6 de Janeiro de 1944                                                              | |
| 203    | Siegfried Koitschka                                   | Oberleutnant zur See                 | Comandante do U-616                                                                                           | 27 de Janeiro de 1944                                                             | |
| 204    | Hans-Jürgen Hellriegel                                | Kapitänleutnant                      | Comandante do U-543                                                                                           | 3 de Fevereiro de 1944                                                            | Morto em Ação 2 de Julho de 1944                                                                                |
| 205    | Siegfried Lüdden                                      | Kapitänleutnant                      | Comandante do U-188                                                                                           | 11 de Fevereiro de 1944                                                           | Morto no Serviço ativo 13 de Janeiro de 1945                                                                    |
| 206    | Johann-Friedrich Wessels                              | Kapitänleutnant (Ing.)               | Engenheiro Chefe do U-198                                                                                     | 9 de Março de 1944                                                                | |
| 207    | Gustav Poel                                           | Kapitänleutnant                      | Comandante do U-413                                                                                           | 21 de Março de 1944                                                               | |
| 208    | Waldemar Mehl                                         | Kapitänleutnant                      | Comandante do U-371                                                                                           | 28 de Março de 1944                                                               | |
| 209    | Alfred Eick                                           | Oberleutnant zur See                 | Comandante do U-510                                                                                           | 31 de Março de 1944                                                               | |
| 210    | Georg Olschewski                                      | Oberleutnant (Ing.)                  | Engenheiro Chefe do U-66                                                                                      | 23 de Abril de 1944                                                               | |
| 211    | Erich Wulff                                           | Oberleutnant zur See                 | Comandante do Vorpostenboot VP-18 na 18. Vorpostenflottille                                                   | 24 de Abril de 1944                                                               | |
| 212    | Wilhelm Meendsen-Bohlken                              | Konteradmiral                        | Befehlshaber Deutsches Marinekorps in Italien                                                                 | 15 de Maio de 1944                                                                | |
| 213    | Arnulf Hölzerkopf                                     | Korvettenkapitän                     | Comandante da 8. Minensuchflottille                                                                           | 15 de Maio de 1944                                                                | Morto em Ação 11 de Agosto de 1944                                                                              |
| 214    | Walter Käding                                         | Obersteuermann                       | III. Wachoffizier e Steuermann U-123                                                                          | 15 de Maio de 1944                                                                | |
| 215    | Helmuth Brinkmann                                     | Vizeadmiral                          | commanding Admiral Schwarzes Meer                                                                             | 17 de Maio de 1944                                                                | |
| 216    | Otto Schulz                                           | Konteradmiral                        | Seekommandant Krim                                                                                            | 17 de Maio de 1944                                                                | |
| 217    | Horst Hofmann                                         | Obersteuermann                       | Steuermann e Wachoffizier U-672                                                                               | 20 de Maio de 1944                                                                | |
| 218    | Karl-Heinz Wiebe                                      | Kapitänleutnant (Ing.)               | Engenheiro Chefe do U-178                                                                                     | 22 de Maio de 1944                                                                | |
| 219    | Horst von Schroeter                                   | Oberleutnant zur See                 | Comandante do U-123                                                                                           | 1 de Junho de 1944                                                                | |
| 220    | Heinrich Hoffmann                                     | Korvettenkapitän                     | Comandante da 5. Torpedobootflottille                                                                         | 7 de Junho de 1944                                                                | 524ª Folhas de Carvalho 11 de Julho de1944                                                                      |
| 221    | Albert Oesterlin                                      | Kapitänleutnant d.R.                 | chief of the Küstenschutzflottille "Attika"                                                                   | 9 de Junho de 1944*                                                               | Morto em Ação 23 de Janeiro de 1944                                                                             |
| 222    | Dr.-Ing. Viktor Rall                                  | Korvettenkapitän d.R.                | Comandante da 15. Vorpostenflottille                                                                          | 10 de Junho de 1944                                                               | |
| 223    | Kurt Johannsen                                        | Kapitänleutnant                      | Comandante da 5. Schnellbootflottille                                                                         | 14 de Junho de 1944                                                               | Morto em Ação 14 de Junho de 1944                                                                               |
| 224    | Walter Ohmsen                                         | Oberleutnant                         | Comandante do Marinebatterie "Marcouf" in the Marine-Artillerie-Abteilung 260                                 | 14 de Junho de 1944                                                               | |
| 225    | Wirich von Gartzen                                    | Korvettenkapitän                     | Comandante da 10. Torpedobootflottille                                                                        | 24 de Junho de 1944                                                               | |
| 226    | Dipl.-Ing. Kurt Loewer                                | Korvettenkapitän d.R.                | Comandante da 11. Vorpostenflottille                                                                          | 24 de Junho de 1944                                                               | |
| 227    | Walter Hennecke                                       | Konteradmiral                        | Seekommandant Normandie                                                                                       | 26 de Junho de 1944                                                               | |
| 228    | Rudi Gelbhaar                                         | Oberleutnant d.R.                    | Comandante do Marine-Batterie "Hamburg" of the Marine-Artillerie-Abteilung 604                                | 26 de Junho de 1944                                                               | |
| 229    | Ekkehard Martienssen                                  | Oberleutnant zur See d.R.            | Comandante do Vorpostenboot VP-203 na 2. Vorpostenflottille                                                   | 29 de Junho de 1944                                                               | |
| 230    | Theodor Freiherr von Mauchenheim genannt Bechtolsheim | Kapitän zur See                      | Comandante da 8. Zerstörerflottille                                                                           | 3 de Julho de 1944                                                                | |
| 231    | Wilhelm Anhalt                                        | Kapitänleutnant                      | Comandante da 4. Räumbootflottille                                                                            | 3 de Julho de 1944                                                                | |
| 232    | Elmershaus von Haxthausen                             | Kapitänleutnant                      | Comandante da 2. Artillerieträger-Flottille                                                                   | 3 de Julho de 1944                                                                | |
| 233    | Walther Gerhold                                       | Marine-Schreiber-Obergefreiter       | Einmanntorpedofahrer in the Kleinkampfflottille 361                                                           | 6 de Julho de 1944                                                                | |
| 234    | Johann Krieg                                          | Oberleutnant zur See                 | Comandante do Kleinkampfflottille 361                                                                         | 8 de Julho de 1944                                                                | |
| 235    | Reinhard König                                        | Oberleutnant (Ing.)                  | Engenheiro Chefe do U-123                                                                                     | 8 de Julho de 1944                                                                | |
| 236    | Heinz Sieder                                          | Oberleutnant zur See                 | Comandante do U-984                                                                                           | 8 de Julho de 1944                                                                | Morto em Ação 20 de Agosto de 1944                                                                              |
| 237    | Herbert Nau                                           | Kapitänleutnant                      | Comandante da 10. Räumbootflottille                                                                           | 11 de Julho de 1944                                                               | Morto em Serviço Ativo 22 de Agosto de 1944                                                                     |
| 238    | Karl Fleige                                           | Oberleutnant zur See                 | Comandante do U-18                                                                                            | 18 de Julho de 1944                                                               | |
| 239    | Karl-Heinz Marbach                                    | Oberleutnant zur See                 | Comandante do U-953                                                                                           | 22 de Julho de 1944                                                               | |
| 240    | Herbert Berrer                                        | Oberfernschreibmeister-Matrose       | Einmanntorpedofahrer in der Kleinkampfflottille 361                                                           | 5 de Agosto de 1944                                                               | |
| 241    | Hermann Stuckmann                                     | Oberleutnant zur See                 | Comandante do U-621                                                                                           | 11 de Agosto de 1944                                                              | Morto em Ação 23 de Agosto de 1944                                                                              |
| 242    | Georg Pinkepank                                       | Korvettenkapitän                     | Comandante da 2. Räumbootflottille                                                                            | 12 de Agosto de 1944                                                              | |
| 243    | Erich Klünder                                         | Korvettenkapitän                     | Comandante da 5. Minensuchflottille                                                                           | 12 de Agosto de 1944                                                              | |
| 244    | Alfred Muser                                          | Kapitänleutnant                      | Comandante da 8. Räumbootflottille                                                                            | 12 de Agosto de 1944                                                              | |
| 245    | Alfred Vetter                                         | Leutnant                             | Líder de Gupo no Marine-Kleinkampfflottille 211                                                               | 12 de Agosto de 1944                                                              | |
| 246    | Heinrich Dammeier                                     | Stabsobermaschinist                  | Obermaschinist U-270                                                                                          | 12 de Agosto de 1944                                                              | |
| 247    | Richard Seuss                                         | Oberleutnant d.R.                    | Comandante do Marine Küstenbatterie "Île de Cézembre" (Marine-Artillerie-Abteilung 608)                       | 15 de Agosto de 1944                                                              | 577ª Folhas de Carvalho 2 de Setembro de 1944                                                                   |
| 248    | Werner Endell                                         | Kapitän zur See                      | Comandante do "Saint-Malo"                                                                                    | 18 de Agosto de 1944                                                              | |
| 249    | Friedrich Böhme                                       | Kapitän zur See                      | Einsatzleiter der Marine-Kleinkampfmittel in Frankreich                                                       | 26 de Agosto de 1944                                                              | |
| 250    | Hans-Günther Lange                                    | Kapitänleutnant                      | Comandante do U-711                                                                                           | 26 de Agosto de 1944                                                              | 853ª Folhas de Carvalho 29 de Abril de 1945                                                                     |
| 251    | Karl Schulz                                           | Oberleutnant zur See d.R.            | Comandante do Vorpostenboot VP-1509 na 15. Vorpostenflottille                                                 | 26 de Agosto de 1944                                                              | |
| 252    | Rudolf Jesse                                          | Oberleutnant zur See d.R.            | Comandante da 8. Minensuchflottille                                                                           | 5 de Setembro de 1944                                                             | |
| 253    | Otto Nordt                                            | Kapitänleutnant                      | Comandante da 14. Räumbootflottille                                                                           | 6 de Setembro de 1944                                                             | |
| 254    | Kurt Blasberg                                         | Oberleutnant zur See of the Reserves | Líder de Grupo na 36. Minensuchflottille                                                                      | 7 de Setembro de 1944                                                             | |
| 255    | Edgar Jungnickel                                      | Oberleutnant zur See                 | Comandante do U-Jäger 1430                                                                                    | 10 de Setembro de 1944                                                            | |
| 256    | Heinrich Timm                                         | Korvettenkapitän                     | Comandante do U-862                                                                                           | 17 de Setembro de 1944                                                            | |
| 257    | Hermann Witt                                          | Fregattenkapitän                     | harbor commander Cherbourg                                                                                    | 24 de Setembro de 1944                                                            | |
| 258    | Hermann Knuth                                         | Kapitän zur See                      | Comandante da 1. Sicherungs-Division                                                                          | 24 de Setembro de 1944                                                            | |
| 259    | Paul Lehmann                                          | Korvettenkapitän d.R.                | Comandante da 42. Minensuchflottille                                                                          | 24 de Setembro de 1944                                                            | |
| 260    | Theodor Burchardi                                     | Vizeadmiral                          | Kommandierender Admiral Ostland                                                                               | 29 de Setembro de 1944                                                            | 823ª Folhas de Carvalho 8 de Abril de 1945                                                                      |
| 261    | Gerhard Schaar                                        | Oberleutnant zur See                 | Comandante do U-957                                                                                           | 1 de Outubro de 1944                                                              | |
| 262    | Gerd-Dietrich Schneider                               | Oberleutnant zur See                 | Comandante do 8. Artillerie-Trägerflottille                                                                   | 3 de Outubro de 1944                                                              | |
| 263    | Eugen Tellgmann                                       | Oberleutnant zur See d.R.            | Comandante do Vorpostenboot VP-1313 na 13. Vorpostenflottille                                                 | 5 de Outubro de 1944                                                              | |
| 264    | Hans Hoßfeld                                          | Kapitänleutnant                      | Marine-Artillerie-Abteilung 531                                                                               | 6 de Outubro de 1944                                                              | 659ª Folhas de Carvalho 25 de Novembro de 1944                                                                  |
| 265    | Joachim Szyskowitz                                    | Fregattenkapitän                     | harbor commander Antwerp                                                                                      | 13 de Outubro de 1944                                                             | |
| 266    | Hans-Joachim Förster                                  | Oberleutnant zur See                 | Comandante do U-480                                                                                           | 18 de Dezembro de 1944                                                            | Morto em Ação 24 de Fevereiro de 1945                                                                           |
| 267    | Joachim Wünning                                       | Korvettenkapitän d.R.                | Comandante do Minenschiff Drache                                                                              | 22 de Outubro de 1944*                                                            | Morto em Ação 22 de Setembro de 1944                                                                            |
| 268    | Werner Lange                                          | Vizeadmiral                          | comandante Admiral Mar de Aegean                                                                              | 28 de Outubro de 1944=                                                            | |
| 269    | Wilhelm Meentzen                                      | Kapitänleutnant                      | Comandante do Torpedoboot T-24                                                                                | 30 de Outubro de 1944                                                             | |
| 270    | Paul Brasack                                          | Kapitänleutnant                      | Comandante do U-737                                                                                           | 30 de Outubro de 1944                                                             | |
| 271    | Heinrich Garbers                                      | Leutnant zur See d.R.                | Comandante do Hilfskriegsschiff Passim                                                                        | 1 de Novembro de 1944                                                             | |
| 272    | Helmut Bastian                                        | Kapitänleutnant                      | Führer einer Sprengbootflottille (Kleinkampfverband)                                                          | 3 de Novembro de 1944                                                             | |
| 273    | Friedrich-Wilhelm Thorwest                            | Korvettenkapitän d.R.                | Comandante do 2. Geleitflottille "Adria"                                                                      | 5 de Novembro de 1944*                                                            | Morto em Ação 1 de Novembro de 1944                                                                             |
| 274    | Walter-Erich Schneider                                | Kapitänleutnant                      | Comandante do 25. Minensuchflottille                                                                          | 5 de Novembro de 1944                                                             | |
| 275    | Heinz Guhrke                                          | Oberleutnant zur See d.R.            | Comandante do Torpedoboot "TA 20"                                                                             | 5 de Novembro de 1944*                                                            | Morto em Ação 1 November 1944                                                                                   |
| 276    | Heinz Trautwein                                       | Oberleutnant zur See d.R.            | Comandante do U-Jäger 202                                                                                     | 5 de Novembro de 1944*                                                            | Morto em Ação 1 de Novembro de 1944                                                                             |
| 277    | Klaus Wenke                                           | Oberleutnant zur See d.R.            | Comandante do U-Jäger 208                                                                                     | 5 de Novembro de 1944                                                             | |
| 278    | Hellmuth Werther                                      | Oberleutnant zur See d.R.            | Comandante e líder de grupo no Küstenschutzflottille "Attika"                                                 | 8 de Novembro de 1944                                                             | |
| 279    | Heinz Haag                                            | Oberleutnant zur See                 | Comandante do Schnellboot S-60 na 3. Schnellbootflottille                                                     | 25 de Novembro de 1944                                                            | |
| 280    | Adalbert von Blanc                                    | Fregattenkapitän                     | Comandante da 9. Sicherungs-Division                                                                          | 27 de Novembro de 1944                                                            | 866ª Folhas de Carvalho 7 de Maio de 1945                                                                       |
| 281    | Dr. phil. Emil Kieffer                                | Korvettenkapitän d.R.                | Comandante da 3. Minensuchflottille                                                                           | 3 de Dezembro de 1944                                                             | |
| 282    | Rudolf Mühlbauer                                      | Oberbootsmannsmaat                   | Brückenmaat np U-123                                                                                          | 10 de Dezembro de 1944                                                            | |
| 283    | Günther Pulst                                         | Oberleutnant zur See                 | Comandante do U-978                                                                                           | 21 de Dezembro de 1944                                                            | |
| 284    | Hans Dominik                                          | Fregattenkapitän                     | Comandante da 9. Torpedobootflottille                                                                         | 28 de Dezembro de 1944                                                            | |
| 285    | Erich Brauneis                                        | Fregattenkapitän                     | Comandante da 24. Landungsflottille                                                                           | 28 de Dezembro de 1944                                                            | |
| 286    | Hans-Otto Philipp                                     | Korvettenkapitän d.R.                | Comandante do 1. Küstensicherungs-Verband                                                                     | 31 de Dezembro de 1944                                                            | |
| 287    | Rolf Thomsen                                          | Kapitänleutnant                      | Comandante do U-1202                                                                                          | 4 de Janeiro de 1945                                                              | 852ª Folhas de Carvalho 29 de Abril de 1945                                                                     |
| 288    | Ernst Lucht                                           | Konteradmiral                        | Befehlshaber der Sicherung der Nordsee                                                                        | 17 de Janeiro de 1945                                                             | |
| 289    | Ernst Hechler                                         | Korvettenkapitän                     | Comandante do U-870                                                                                           | 21 de Janeiro de 1945                                                             | |
| 290    | Dr. jur. Kurt Dobratz                                 | Kapitän zur See                      | Comandante do U-1232                                                                                          | 23 de Janeiro de 1945                                                             | |
| 291    | Johannes Limbach                                      | Leutnant zur See                     | 1º Oficial do U-181                                                                                           | 6 de Fevereiro de 1945                                                            | |
| 292    | Hans-Georg Hess                                       | Oberleutnant zur See d.R.            | Comandante do U-995                                                                                           | 11 de Fevereiro de 1945                                                           | |
| 293    | Friedrich-Karl Paul                                   | Korvettenkapitän                     | Comandante da 2. Torpedobootflottille                                                                         | 4 de Março de 1945                                                                | |
| 294    | Ernst Schirlitz                                       | Vizeadmiral                          | Comandante da Fortaleza de La Rochelle                                                                        | 11 de Março de 1945                                                               | |
| 295    | Carl-Friedrich Mohr                                   | Kapitänleutnant                      | Comandante do 24. Minensuchflottille "Karl Friedrich Brill"                                                   | 11 de Março de 1945                                                               | |
| 296    | Otto Karl                                             | Oberleutnant zur See d.R.            | Comandante do Artillerie-Leichter AF-65                                                                       | 21 de Março de 1945                                                               | |
| 297    | Otto Westphalen                                       | Oberleutnant zur See                 | Comandante do U-968                                                                                           | 23 de Março de 1945                                                               | |
| 298    | Dr. rer.pol. Paul Fenn                                | Kapitän zur See                      | Comandante do Marine-Flak-Regiment 9                                                                          | 25 de Março de 1945                                                               | |
| 299    | Friedrich-Wilhelm Maes                                | Kapitänleutnant                      | Comandante da Bateria Naval de "Völtzendorf" no Marine-Flak-Abteilung 219 do 9. Marine-Flak-Regiment          | 25 de Março de 1945                                                               | |
| 300    | Philipp Lichtenberg                                   | Kapitänleutnant (Ing.)               | Engenheiro Chefe do U-516                                                                                     | 31 de Março de 1945                                                               | |
| 301    | Hans Johannsen                                        | Oberleutnant (Ing.)                  | Engenheiro Chefe do U-802                                                                                     | 31 de Março de 1945                                                               | |
| 302    | Felix Zymalkowski                                     | Korvettenkapitän                     | Comandante do 8. Schnellbootflottille                                                                         | 10 de Abril de 1945                                                               | |
| 303    | Dr. phil. Heinz Stamer                                | Korvettenkapitän                     | Comandante do 8. Vorpostenflottille                                                                           | 20 de Abril de 1945                                                               | |
| 304    | Rudolf Heynsen                                        | Korvettenkapitän d.R.                | Comandante da 27. Minensuchflottille                                                                          | 20 de Abril de 1945                                                               | |
| 305    | Hermann Sardemann                                     | Oberleutnant d.R.                    | Comandante do da Bateria naval de artilharia "Lensitz" no Marine-Flak-Abteilung 259 do Marine-Flak-Regiment 9 | 20 de Abril de 1945                                                               | |
| 306    | Heinrich Witt                                         | Oberleutnant d.R.                    | Comandante da bateria naval de artilharia "Sargorsch" no Marine-Flak-Abteilung 259 do Marine-Flak-Regiment 9  | 20 de Abril de 1945                                                               | |
| 307    | Hansjürgen Reinicke                                   | Kapitän zur See                      | Comandante do Couraçado Prinz Eugen                                                                           | 21 de Abril de 1945                                                               | |
| 308    | Heinrich Praßdorf                                     | Obermaschinist                       | Mecanico chefe do U-1203                                                                                      | 21 de Abril de 1945                                                               | |
| 309    | Hans Michahelles                                      | Konteradmiral                        | Comandante da fortaleza do norte de Gironde                                                                   | 30 de abril de 1945                                                               | |
| 310    | Ingwer(Jens) Matzen                                   | Korvettenkapitän                     | Comandante da 6. Schnellbootflottille                                                                         | 2 de Maio de 1945                                                                 | |
| 311    | Heinrich Schroeteler                                  | Kapitänleutnant                      | Comandante do U-1023                                                                                          | 2 de Maio de 1945                                                                 | |
| 312    | Werner Weinlig?[c]                                    | Kapitänleutnant                      | Comandante do Torpedoboot T-23                                                                                | 6 de Maio de 1945                                                                 | |
| 313    | Hans Temming                                          | Kapitänleutnant                      | Comandante do Torpedoboot T-28                                                                                | 6 de Maio de 1945                                                                 | |
| 314    | Carl Hoff?[d]                                         | Kapitänleutnant                      | Comandante da 1. Räumbootflottille                                                                            | 9 de Maio de 1945                                                                 | |
| 315    | Hans-Joachim Merks?[e]                                | Kapitänleutnant                      | Comandante da 2. Räumbootflottille                                                                            | 28 de Maio de 1945                                                                | |
| 317    | Hans Lehmann                                          | Oberleutnant zur See d.R.            | Comandante do U-997                                                                                           | 7 de Maio de 1945[f]                                                              | |

## Disputas de Legalidade de Condecorações
Großadmiral Karl Dönitz ordenou que todas as condecorações militares párassem no dia 11 de Maio de 1945, mas mesmo assim um número considerável de soldados foram condecorados com Cruz de cavaleiro, não tendo estas nenhuma autoridade legal. Destes pelo menos dois membros eram da Kriegsmarine e estes são por muitas vezes listados como recebedores da Cruz de Cavaleiro, mesmo não tendo nenhuma validade legal.
O Oberbefehlshaber der Kriegsmarine General-Admiral Walter Warzecha, sucessor do General-Admiral Hans-Georg von Friedeburg condecorou sem nehuma autorização Georg-Wolfgang Feller com a Cruz de Cavaleiro no dia 17 de Junho de 1945. Karl Jäckel recebeu a confirmação de sua Cruz de Cavaleiro após o dia 11 de Maio de 1945 sendo de facto mas não de jure um recebedor. A condecoração de ambos foi retirada da lista dos recebedores da Cruz de Cavaleiro da Cruz de Ferro pela Associação dos Recebedores da Cruz de Cavaleiro da Cruz de Ferro.
| Número | Nome                  | Patente                   | Unidade                                  | Data de adjudicação | Notas |
| ------ | --------------------- | ------------------------- | ---------------------------------------- | ------------------- | ----- |
| 316    | Karl Jäckel           | Ober-Steuermann           | Steuermann no U-29, U-160 e U-907        | 1 de Junho de 1945  |       |
| 318    | Georg-Wolfgang Feller | Oberleutnant zur See d.R. | Líder de grupo na 36. Minensuchflottille | 7 de Junho de 1945  |       |